# Малайска охлювоядна костенурка
Малайските охлювоядни костенурки (Malayemys subtrijuga), наричани също оризищни костенурки, са вид влечуги от семейство Азиатски речни костенурки (Geoemydidae). Видът е рядък и класифициран като уязвим.

## Разпространение и местообитание
Видът е разпространен в сладководните водоеми на Югоизточна Азия, от басейна на река Меконг до северната част на полуостров Малака, както и на остров Ява.